# Prospect (Maine)
Prospect ist eine Town im Waldo County des Bundesstaates Maine in den Vereinigten Staaten. Im Jahr 2020 lebten dort 698 Einwohner in 340 Haushalten auf einer Fläche von 52,32 km².

## Geographie
Nach dem United States Census Bureau hat Prospect eine Gesamtfläche von 52,32 km², von der 46,85 km² Land sind und 5,46 km² aus Gewässern bestehen.

### Geographische Lage
Prospect liegt im Osten des Waldo Countys und wird durch den Penobscot River vom Hancock County getrennt. Die nördliche Grenze des Gebietes bildet der Marsh River. Der South Branch of Marsh River, ein Seitenarm des Penobscot Rivers, fließt in nördlicher Richtung durch das Gebiet, er mündet in den Penobscot River. Im Nordwesten grenzt der Halfmoon Pond an das Gebiet. Die Oberfläche ist leicht hügelig, der 172 m hohe Mack Mountain ist die höchste Erhebung der Town.

### Nachbargemeinden
Alle Entfernungen sind als Luftlinien zwischen den offiziellen Koordinaten der Orte aus der Volkszählung 2010 angegeben.
- Norden: Winterport, 9,9 km
- Nordosten: Bucksport, Hancock County, 13,2 km
- Osten: Verona Island, Hancock County, 10,3 km
- Süden: Stockton Springs, 6,3 km
- Westen: Searsport, 11,3 km
- Nordwesten: Frankfort, 5,8 km

### Stadtgliederung
In Prospect gibt es mehrere Siedlungsgebiete: Bowden Point, Brown Corner, Clark District, George Settlement, Mosquito Mountain, Prospect, Prospect Ferry und Spout Hill.

### Klima
Die mittlere Durchschnittstemperatur in Prospect liegt zwischen −7,8 °C (18 °F) im Januar und 20,0 °C (68 °F) im Juli. Damit ist der Ort gegenüber dem langjährigen Mittel der USA um etwa 9 Grad kühler. Die Schneefälle zwischen Oktober und Mai liegen mit bis zu zweieinhalb Metern mehr als doppelt so hoch wie die mittlere Schneehöhe in den USA; die tägliche Sonnenscheindauer liegt am unteren Rand des Wertespektrums der USA.

## Geschichte
Das Gebiet wurde ab 1759 besiedelt, als Fort Pownall in Fort Point am Cape Jellison fertiggestellt wurde. Die Town Prospect wurde am 24. Februar 1794 organisiert. Zuvor gehörte das Gebiet zur Town Frankfort. Der Name geht auf die schöne Aussicht zurück. Searsport wurde 1845 aus einem Teil des Gebietes ausgegliedert und im Jahr 1857 wurde aus einem anderen Teil des Gebietes die Town Stockton gebildet.
Für die Bewohner der Town war der Schiffbau ein früher Wirtschaftsfaktor. Prospect besaß 1859 eine Getreidemühle, drei Sägewerke und eine Schindelmühle. Aus dem Granit, der vom Mount Waldo im benachbarten Frankfort stammte, wurde 1844 das Fort Knox gebaut. Benannt wurde es nach Henry Knox. Die Aufgabe des Forts war die Sicherung des Penobscot Rivers und des Hafens von Bangor während des Aroostook-Kriegs. Die Arbeiten am Fort wurden 1869 eingestellt.

### Einwohnerentwicklung
| Volkszählungsergebnisse – Town of Prospect, Maine | Volkszählungsergebnisse – Town of Prospect, Maine | Volkszählungsergebnisse – Town of Prospect, Maine | Volkszählungsergebnisse – Town of Prospect, Maine | Volkszählungsergebnisse – Town of Prospect, Maine | Volkszählungsergebnisse – Town of Prospect, Maine | Volkszählungsergebnisse – Town of Prospect, Maine | Volkszählungsergebnisse – Town of Prospect, Maine | Volkszählungsergebnisse – Town of Prospect, Maine | Volkszählungsergebnisse – Town of Prospect, Maine | Volkszählungsergebnisse – Town of Prospect, Maine |
| Jahr                                              | 1800                                              | 1810                                              | 1820                                              | 1830                                              | 1840                                              | 1850                                              | 1860                                              | 1870                                              | 1880                                              | 1890                                              |
| ------------------------------------------------- | ------------------------------------------------- | ------------------------------------------------- | ------------------------------------------------- | ------------------------------------------------- | ------------------------------------------------- | ------------------------------------------------- | ------------------------------------------------- | ------------------------------------------------- | ------------------------------------------------- | ------------------------------------------------- |
| Einwohner                                         | 770                                               | 1300                                              | 1771                                              | 2383                                              | 3492                                              | 2467                                              | 1005                                              | 886                                               | 770                                               | 697                                               |
| Jahr                                              | 1900                                              | 1910                                              | 1920                                              | 1930                                              | 1940                                              | 1950                                              | 1960                                              | 1970                                              | 1980                                              | 1990                                              |
| Einwohner                                         | 648                                               | 597                                               | 431                                               | 288                                               | 430                                               | 392                                               | 412                                               | 358                                               | 511                                               | 542                                               |
| Jahr                                              | 2000                                              | 2010                                              | 2020                                              | 2030                                              | 2040                                              | 2050                                              | 2060                                              | 2070                                              | 2080                                              | 2090                                              |
| Einwohner                                         | 642                                               | 709                                               | 698                                               |                                                   |                                                   |                                                   |                                                   |                                                   |                                                   |                                                   |

## Kultur und Sehenswürdigkeiten

### Bauwerke
In Prospect wurden mehrere Bauwerke unter Denkmalschutz gestellt und ins National Register of Historic Places aufgenommen.
- Fort Knox State Park, 1969 unter der Register-Nr. 69000023.[10]
- Marsh School, 2013 unter der Register-Nr. 13000188.[11]

## Wirtschaft und Infrastruktur

### Verkehr
Der U.S. Highway 1 verläuft parallel zum Penobscot River entlang der östlichen Grenze der Town in nordsüdlicher Richtung. Ebenfalls in nordsüdlicher Richtung verläuft der U.S. Highway 1A zentral durch Prospect. In ostwestlicher Richtung verläuft die Maine Street 175.
Prospect liegt an der Bahnstrecke South Lagrange–Searsport, die heute ausschließlich Güterverkehr bedient.

### Öffentliche Einrichtungen
Es gibt keine medizinischen Einrichtungen in Prospect. Die nächstgelegenen befinden sich in Belfast.
Prospect besitzt keine eigene Bücherei. Die nächstgelegenen sind in Frankfort, Verona Island und Winterport.

### Bildung
Prospect gehört mit Bucksport, Orland und Verona Island zum Schulbezirk RSU 25.
In Bucksport werden folgende Schulen angeboten:
- GH Jewett School, mit Pre-Kindergarten und Kindergarten
- Miles Lane School, mit den Schulklassen 1 bis 4
- Bucksport Middle School, mit den Schulklassen 5 bis 8
- Bucksport High School, mit den Schulklassen 9 bis 12

## Persönlichkeiten

### Söhne und Töchter der Stadt
- N. G. Hitchborn (1818–1874), Politiker und Maine State Treasurer

### Persönlichkeiten, die vor Ort gewirkt haben
- Joseph Plumb Martin (1760–1850), Soldat und Schriftsteller